# Beck – The Money Man
Beck – The Money Man är en svensk TV-film från 1998. Detta är den sjunde filmen i den första omgången med Peter Haber och Mikael Persbrandt i huvudrollerna.

## Handling
Nordmark är en homosexuell polisassistent vars dubbelliv är betalt och ombesörjt av Becks ärkefiende, Gavling, en höjdare i Stockholms undre värld. I gengäld har den homosexuelle polisen i åratal försett Gavling med hemlig information från rikspolisens arkiv. När Nordmark försöker göra sig fri från Gavlings grepp, påträffar man honom död i en park. Hans död blir startskottet för den sista duellen mellan Beck och Gavling. En duell där ingenting är heligt och där det bara finns en vinnare. 

## Rollista
- Peter Haber - Martin Beck
- Mikael Persbrandt - Gunvald Larsson
- Stina Rautelin - Lena Klingström
- Per Morberg - Joakim Wersén
- Ingvar Hirdwall - grannen
- Lennart Hjulström - Lennart Gavling
- Rebecka Hemse - Inger Beck
- Fredrik Ultvedt - Jens Loftegård
- Lasse Lindroth - Peter
- Michael Nyqvist - John Banck
- Peter Hüttner - Oljelund
- Bo Höglund - servitören
- Mia Benson - åklagare Lindgren
- Jan von Melen - Hasse Larsson
- Bengt Braskered - Leonard
- Stefan Larsson - Gavlings torped
- Monica Edwardsson - Gunilla Enmark, modern
- Jan Nyman - Nordmark
- Mats Flink - Piss-Bosse, uteliggare
- Jan Mybrand - Karlberg
- Jörgen Düberg - Gavling som ung
- Rikard Bergqvist - Knarkhandlare
- Lars Engström - Nordmarks far
- Björn Wahlberg - Bartender
- Johan Wahlström - Gavlings advokat
- Ulrika Hansson - knarkhandlarens hustru som ung
- Lamine Dieng - torped 2